# Norman Hill Boke
Norman Hill Boke (* 1913; † Februar 1996) war ein US-amerikanischer Botaniker, Mikrobiologe und Kakteenspezialist. Sein offizielles botanisches Autorenkürzel lautet „Boke“.

## Leben und Wirken
Norman Hill Boke erhielt 1934 sein „undergraduate degree“ an der University of South Dakota und machte 1936 an der University of Oklahoma seinen Masterabschluss. Anschließend ging er an die University of California, wo er bei Adriance Sherwood Foster promovierte und 1939 seinen Abschluss als Doktor der Botanik erhielt. Bevor Boke 1945 zum Professor an die University of Oklahoma berufen wurde, unterrichtete er an der University of New Mexico und der Johns Hopkins University. In Oklahoma lehrte Boke Pflanzenanatomie, Morphologie der Gefäßpflanzen sowie biologische Mikroskopie. Er leistete einen wesentlichen Beitrag bei der Erforschung der Entwicklung und des Aufbaus des Gynoeceums der Kakteengewächse.
Von 1970 bis 1975 war Boke Herausgeber des American Journal of Botany. Er unternahm zahlreiche Feldstudien und war ein guter Kenner der mexikanischen Flora.

## Ehrentaxon
Leo Kladiwa und Franz Buxbaum benannten ihm zu Ehren die Gattung Normanbokea aus der Pflanzenfamilie der Kakteengewächse (Cactaceae), die heute ein Synonym zur Gattung Turbinicarpus ist.

## Schriften (Auswahl)
- The anatomy of the hypocotyl of Gleditsia triacanthos L. with a preliminary report on Gymnocladus dioica (L.) Koch. University of Oklahoma, 1936.
- Histogenesis and morphology of the phyllode in certain species of Acacia. University of California, Berkeley 1939. - Dissertation
- Zonation in the Shoot Apices of Trichocereus spachianus and Opuntia cylindrica. In: American Journal of Botany. Band 28, Nummer 8, 1941, S. 656–664.
- Histogenesis of the Vegetative Shoot in Echinocereus. In: American Journal of Botany. Band 38, Nummer 1, 1951, S. 23–38.
- Anatomy and Development of the Flower and Fruit of Pereskia pititache. In: American Journal of Botany Band 50, Nummer 8, 1963, S. 843–858.
- A Botanist Looks at Mexico. In: Bios. Band 33, Nummer 4, 1962, S. 187–199.
- Developmental Morphology and Anatomy in Cactaceae. In: BioScience. Band 30, Nummer 9, 1980, S. 605–610, JSTOR:1308111.

## Nachweise